# Czech Juniors 2007
Das Czech Juniors 2007 als bedeutendstes internationales Nachwuchsturnier von Tschechien im Badminton fand vom 15. bis zum 18. November 2007 in Orlová statt.

## Sieger und Platzierte der Junioren U19
| Disziplin    | Gold                           | Silber                              | Bronze                             |
| ------------ | ------------------------------ | ----------------------------------- | ---------------------------------- |
| Herreneinzel | Matevž Bajuk                   | David Obernosterer                  | Luka Wraber                        |
| Herreneinzel | Matevž Bajuk                   | David Obernosterer                  | Zvonimir Hölbling                  |
| Dameneinzel  | Petra Petranović               | Debbie Janssens                     | Adéla Molnáriová                   |
| Dameneinzel  | Petra Petranović               | Debbie Janssens                     | Steffi Daemen                      |
| Herrendoppel | Freek Golinski Matijs Dierickx | Paul Demmelmayer David Obernosterer | Aljoša Turk Matevž Bajuk           |
| Herrendoppel | Freek Golinski Matijs Dierickx | Paul Demmelmayer David Obernosterer | Igor Čimbur Zvonimir Hölbling      |
| Damendoppel  | Šárka Křížková Petra Hofmanová | Adéla Molnáriová Eliška Maixnerová  | Steffi Daemen Debbie Janssens      |
| Damendoppel  | Šárka Křížková Petra Hofmanová | Adéla Molnáriová Eliška Maixnerová  | Iva Majstorović Petra Petranović   |
| Mixed        | Debbie Janssens Damien Macquet | Petra Hofmanová David Horáček       | Elisabeth Baldauf Matthias Bertsch |
| Mixed        | Debbie Janssens Damien Macquet | Petra Hofmanová David Horáček       | Veronika Králová Jarolím Vícen     |